# Tướng quân binh chủng
Tướng quân binh chủng (tiếng Anh: General of the branch, tiếng Nga: Генерал рода войск, tiếng Đức: General der Truppengattung) là một cấp bậc hoặc danh hiệu tướng lĩnh trong lịch sử quân sự một số quốc gia. Theo Hệ thống cấp bậc quân sự khối NATO, cấp bậc này được xếp vào bậc OF-8 hoặc OF-9. Tài liệu tiếng Việt thường dịch cấp bậc này là Thượng tướng binh chủng (OF-8) hoặc Đại tướng binh chủng (OF-9). Cấp bậc được phong cho các tướng lĩnh phân theo binh chủng công tác, hoặc đơn giản chỉ là một danh hiệu danh dự.

## Áo-Hung

Cấp hiệu ve cổ áo "Thượng tướng binh chủng" của Đế quốc Áo-Hung

Trong Quân đội Áo-Hung có ba ngạch Thượng tướng binh chủng. Chúng được xem là tương đương với bậc OF-8 trong hệ thống cấp bậc NATO hiện đại:
- Thượng tướng Bộ binh (Áo: General der Infanterie, Hung: Gyalogsági tábornok)
- Thượng tướng Kỵ binh (Áo: General der Kavallerie, Hung: Lovassági tábornok)
- Thượng tướng Pháo binh (Áo: Feldzeugmeister, Hung: Táborszernagy)

Trước năm 1908, cả ngạch bộ binh và pháo thủ đều tồn tại chung cấp bậc Feldzeugmeisters.  Trong tiếng Pháp, thuật ngữ tương đương là grand maitre d'artillerie, được sử dụng từ thời Philippe VI của Pháp. Thuật ngữ Master-General of the Orcance trong tiếng Anh cũng có nguồn gốc tương tự. Mãi đến năm 1908, cấp bậc General der Infanterie mới được thành lập, tách ra thành cấp bậc riêng cho bộ binh.

## Bulgaria
Nhà nước Bulgaria thứ ba khi thành lập vào năm 1878, có tồn tại cấp bậc quân sự cao nhất là "Đại tướng" (tiếng Bulgaria: генерал), nhưng vào năm 1897, cấp bậc này được chia thành ba ngạch - bộ binh (генерал от пехотата), kỵ binh (генерал от кавалерията) và pháo binh (генерал от артилерията). Cách phân ngạch này tồn tại cho đến sau Thế chiến thứ hai, khi Bulgaria chuyển đổi sang hệ thống quân hàm chịu ảnh hưởng của Liên Xô.

## Phần Lan
Quân đội Phần Lan cũng từng tồn tại cấp bậc đại tướng binh chủng, được phân loại thành bộ binh (jalkaväenkenraali), kỵ binh (ratsuväenkenraali), khinh binh (jääkärikenraali) và pháo binh (tykistkali). Ngày nay, nó chỉ còn đơn thuần là một danh hiệu, và không còn tướng lĩnh nào mang danh hiệu này. Người cuối cùng giữ danh hiệu là Đại tướng Bộ binh Adolf Ehrnrooth. Ông qua đời vào năm 2004.

## Đức

### Wehrmacht
Trong Wehrmacht, các cấp bậc Tướng binh chủng (tiếng Đức: General der Waffengattung) được liên kết theo binh chủng đơn vị trong Heer (lục quân) và Luftwaffe (không quân). Nó đơn thuần chỉ là một danh hiệu mà không có bất kỳ phân biệt nào. Cấp bậc này được xem là tương đương với cấp bậc Admiral trong Kriegsmarine và SS-Obergruppenführer und General der Waffen-SS trong Waffen-SS. Thông thường, một tổng tư lệnh ( Kommandierender General hoặc Befehlshaber ) của một đại đơn vị cấp quân đoàn Đức trở lên sẽ được phân vào các cấp bậc này. So sánh với hệ thống quân hàm hiện đại, hệ thống cấp bậc của NATO phân loại cấp bậc này tương đương với bậc OF-8.
Heer
- Thượng tướng Pháo binh (General der Artillerie)
- Thượng tướng Sơn cước (General der Gebirgstruppe)
- Thượng tướng Bộ binh (General der Infanterie)
- Thượng tướng Kỵ binh (General der Kavallerie)
- Thượng tướng Thông tin liên lạc (General der Nachrichtentruppe)
- Thượng tướng Thiết giáp (General der Panzertruppe)
- Thượng tướng Công binh (General der Pioniere)
- Thượng tướng Quân y (Generaloberstabsarzt)
- Thượng tướng Quân thú y (Generaloberstabveterinär)

Luftwaffe
- Thượng tướng Nhảy dù (General der Fallschirmtruppe)
- Thượng tướng Phòng không (General der Flakartillerie)
- Thượng tướng Phi công (General der Flieger)
- Thượng tướng Thông tin liên lạc Không quân (General der Luftnachrichtentruppe)
- Thượng tướng Không quân (General der Luftwaffe)

Waffen-SS
- Cụm trưởng cao cấp và Thượng tướng Wafen-SS (SS-Obergruppenführer und General der Waffen-SS)

Trình tự tăng cấp

### Bundeswehr
Trong Quân đội Đức hiện đại, Bundeswehr, vẫn tồn tại các danh hiệu General der Panzertruppen, General der Infanterie, General der Artillerie và General der Fernmeldetruppe. Tuy nhiên, chúng không còn mang ý nghĩa là một cấp bậc quân sự mà chỉ là chức vụ đảm nhiệm. Nó gần tương ứng với các chức vụ thanh tra binh chủng (Inspekteur der...) thời kỳ tiền Bundeswehr. Ví dụ, Heinz Guderian từng giữ chức vụ Thanh tra Thiết giáp (Inspekteur der Panzertruppen) trong một thời gian.

## Ba Lan

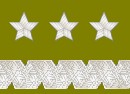
Cấp hiệu generał broni của Ba Lan

Trong lực lượng vũ trang Ba Lan, tồn tại cấp bậc tương đương gọi là thượng tướng binh chủng (generał broni). Trong lịch sử, nó từng phân ra các ngạch bộ binh (piechoty), kỵ binh (kawalerii) và pháo binh (artylerii).

## Nga và Liên Xô

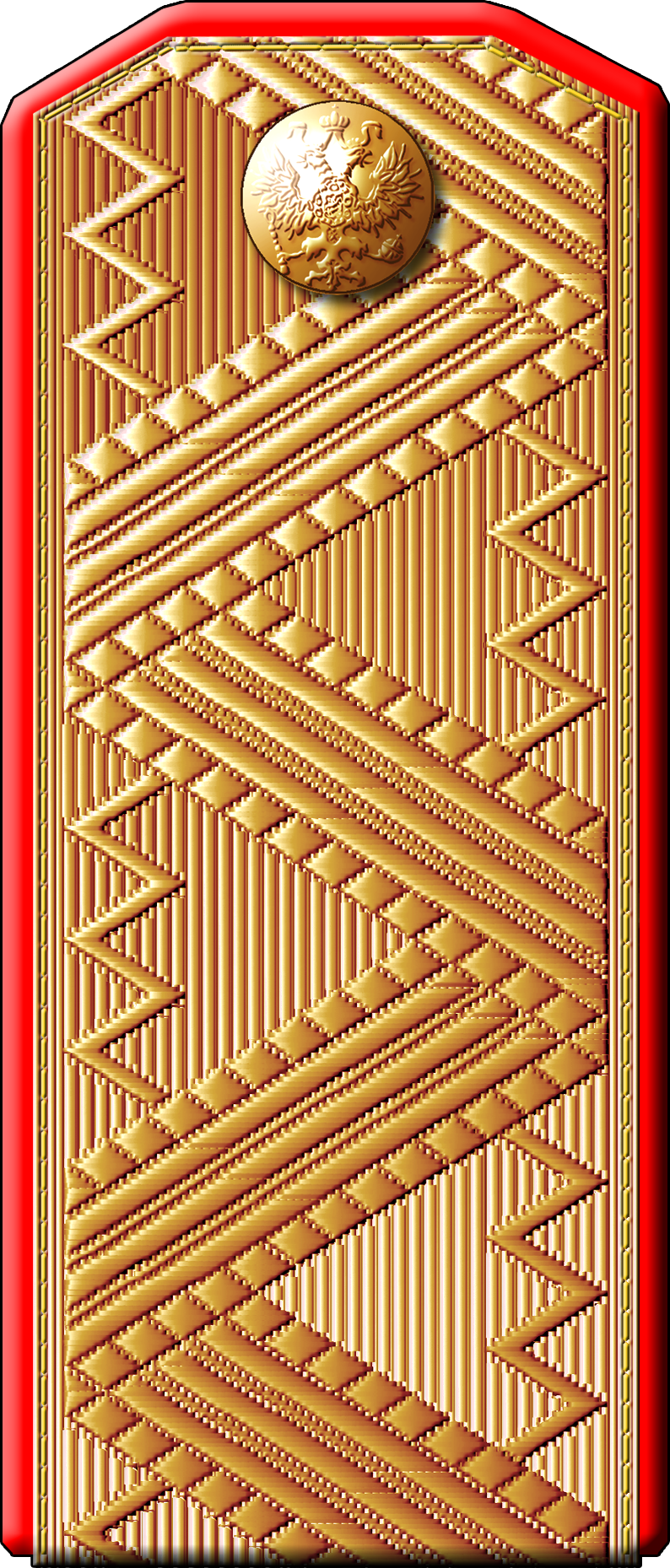
Cấp hiệu "Đại tướng binh chủng", Quân đội Đế quốc Nga

Cấp bậc đại tướng binh chủng đã được Pyotr Đại đế đã tạo ra với ngạch bộ binh (генерал от инфантерии) và kỵ binh (генерал от кавалерии) trong Quân đội Đế quốc Nga từ năm 1699.
Trong lực lượng vũ trang Liên Xô, từng đặt ra các cấp bậc Nguyên soái binh chủng và Chánh nguyên soái binh chủng, cũng được xem là tương đương với bậc OF-9 của NATO.